# ويليام روجرز تايلور
ويليام روجرز تايلور (بالإنجليزية: William Rogers Taylor)‏ هو ضابط أمريكي، ولد في 7 نوفمبر 1811م في رود آيلاند في الولايات المتحدة، وتوفي في 14 أبريل 1889م في واشنطن العاصمة في الولايات المتحدة.